# Roswitha Böhm
Roswitha Böhm (* 1966 in Hanau) ist eine deutsche Romanistin und Professorin für Französische Literatur- und Kulturwissenschaft an der Technischen Universität Dresden. Ihre Forschungsschwerpunkte sind die französische Literatur und Kultur des 17. Jahrhunderts, franko- und hispanophone Literaturen und Kulturen des 20. und 21. Jahrhunderts, Gender Studies, Kulturtransfer und Sprachmigration, Gedächtnis und Erinnerung, Medien und Migration, Arbeit und Prekarität. Sie ist Gründungsdirektorin des Centrums Frankreich Frankophonie (CFF).

## Werdegang
Roswitha Böhm studierte Romanistik und Germanistik in Frankfurt am Main, Berlin und Paris. Sie schloss das Studium 1992 mit einer Maîtrise ès Lettres modernes an der Universität Paris IV (Université Paris-Sorbonne) und 1995 als Magistra Artium an der Freien Universität Berlin ab. Von 1997 bis 2002 war Böhm wissenschaftliche Mitarbeiterin bei Margarete Zimmermann am Institut für Romanische Philologie der Freien Universität Berlin. Sie promovierte 2002 an der Technischen Universität Berlin mit einer Arbeit zu den Feenmärchen der Marie-Catherine d’Aulnoy.
Böhm war von 2002 bis 2009 wissenschaftliche Assistentin am Frankreich-Zentrum Berlin, zunächst an der Technischen Universität Berlin, ab 2006 an der Freien Universität Berlin. Im Jahr 2010/11 war sie assoziiertes Mitglied des Frankreich-Zentrums. Sie habilitierte sich 2012 mit einer Studie zur erinnerten Zeitgeschichte im europäischen Gegenwartsroman. Von 2011 bis 2012 war sie Junior Fellow am Alfried Krupp Wissenschaftskolleg Greifswald. Es folgten eine Gastprofessur für Romanische Philologie/Hispanistik an der Freien Universität Berlin und eine Vertretung des Lehrstuhls für Französische Literaturwissenschaft an der Universität Duisburg-Essen. Böhm lehnte 2013 einen Ruf der Universität Duisburg-Essen ab und folgte 2014 dem Ruf der Technischen Universität Dresden auf eine Universitätsprofessur für Französische Literatur- und Kulturwissenschaft. Seit 2015 ist sie Studiendekanin der Fakultät Sprach-, Literatur- und Kulturwissenschaften. Böhm ist Sprecherin des Deutsch-Französischen Doktorandenkollegs „Unterschiede denken“ und leitet das Centrum Frankreich Frankophonie (CFF) an der TU Dresden.
Seit August 2020 ist Böhm als Prorektorin Universitätskultur Teil der Universitätsleitung der TU Dresden. Sie wurde 2025 als Prorektorin Universitätskultur und Internationalisierung wiedergewählt.

## Publikationen (Auswahl)
Monografien
- Wunderbares Erzählen. Die Feenmärchen der Marie-Catherine d'Aulnoy. Wallstein Verlag, Göttingen 2003, ISBN 3-110-16402-7 (Dissertationsschrift).

Herausgeberschaften
- Französische Frauen der Frühen Neuzeit. Dichterinnen, Malerinnen, Mäzeninnen. Wissenschaftliche Buchgesellschaft, Darmstadt 1999, ISBN 978-3-89678-139-0 (mit Margarete Zimmermann).
- Siècle classique et cinéma contemporain. Gunter Narr, Tübingen 2009, ISBN 978-3-8233-6458-0 (mit Andrea Grewe u. Margarete Zimmermann).
- Observatoire de l'extrême contemporain. Studien zur französischsprachigen Gegenwartsliteratur. Gunter Narr, Tübingen 2009, ISBN 978-3-8233-6494-8 (mit Stephanie Bung u. Andrea Grewe).
- Du silence à la voix. Studien zum Werk von Cécile Wajsbrot. V&R unipress, Göttingen 2010, ISBN 978-3-89971-497-5 (mit Margarete Zimmermann).
- Précarité. Littérature et cinéma de la crise au XXIe siècle. Gunter Narr, Tübingen 2015, ISBN 978-3-8233-6936-3 (mit Cécile Kovacshazy).
- Die mediale Umwelt der Migration: Kulturelle Aushandlungen im 20. und 21. Jahrhundert. Transcript Verlag, Bielefeld 2020, ISBN 978-3-8376-4390-9 (mit Elisabeth Tiller).

Aufsätze
- „Vom code galant zum code tendre. Freundschaftsentwürfe im Kreis der Madame de Sévigné.“ In: Querelles. Jahrbuch für Frauenforschung, Band 3: Freundschaft im Gespräch. Hrsg. von Sabine Eickenrodt u. Cettina Rapisarda, Metzler Verlag, Stuttgart/Weimar 1998, S. 125–136.
- „Reglos in Bewegung – Fotografie und Identitätsvergewisserung bei Jean-Philippe Toussaint.“ In: Lendemains. Etudes comparées sur la France. Ausgabe 107/108 (2002), S. 117–127.
- „L'échec de notre civilisation – Die Reflexion über Alter, Krankheit und Tod im Werk Simone de Beauvoirs.“ In: Querelles. Jahrbuch für Frauen- und Geschlechterforschung, Band 15: Simone de Beauvoir. Schreiben zwischen Theorie und Erzählung. Hrsg. von Stephanie Bung u. Romana Weitershausen, Wallstein Verlag, Göttingen 2010, S. 121–143.
- „Femme de lettres – femme d'aventures: Marie-Catherine d’Aulnoy et la réception de son œuvre.“ In: Œuvres & Critiques XXXV.1 (2010), "Écrivaines du XVIIe siècle". Hrsg. von Rainer Zaiser, S. 135–146.
- „'Die Schatten der Wirklichkeit'. ('Les ombres du réel') Photographie et mémoire dans l'œuvre littéraire de W. G. Sebald.“ In: European Review of History – Revue européenne d'histoire 19.3 (Juni 2012), "W. G. Sebald, l'écriture de l'histoire". Hrsg. von Émmanuelle Loyer und Jean-Marc Dreyfus, S. 407–423.
- „Auf Spurensuche. Geschichte, Gedächtnis und Identität im Erzählwerk Patrick Modianos.“ In: Französisch heute 46.1 (2015), S. 5–10.

Lexikon- und Handbuchartikel
- Madeleine de Scudéry. In: Metzler Autorinnen Lexikon. Hrsg. von Ute Hechtfischer, Renate Hof, Inge Stephan und Flora Veit-Wild, Metzler Verlag, Stuttgart/Weimar 1998, ISBN 978-3-476-01550-1, S. 484–485.
- „Simone de Beauvoir, Le Deuxième Sexe (1949).“ In: Schlüsselwerke der Kulturwissenschaften. Hrsg. von Claus Leggewie, Darius Zifonun, Anne Lang, Marcel Siepmann und Johanna Hoppen, Transcript Verlag, Bielefeld 2012, ISBN 978-3-8376-1327-8, S. 120–123.

Rundfunkbeiträge
- Interview für ein Feature von Ursula Vogel, Margarete von Navarra, Deutschlandfunk, Sendetermin: 31. Oktober 1999.
- Präsentation von Daniel Pennac, Monsieur Malaussène, in: Magazin in deutscher Sprache, Radio France International, Sendetermin: 18. Juli 2002.
- Präsentation des Frankreich-Zentrums und des Master-Studiengangs Interdisziplinäre Frankreichstudien, rbb Kulturradio, Rundfunk Berlin-Brandenburg, Sendetermin: 29. Januar 2004.
- Präsentation der französischen Feenmärchenmode und der Studie Wunderbares Erzählen. Die Feenmärchen der Marie-Catherine d’Aulnoy. rbb Kulturradio, Rundfunk Berlin-Brandenburg, Sendetermin: 8. März 2004.